# Stenosemus simplicissimus
Stenosemus simplicissimus is een keverslakkensoort uit de familie van de Ischnochitonidae. De wetenschappelijke naam van de soort is voor het eerst geldig gepubliceerd in 1906 door Thiele.